# Пауновичи
Пауновичи (словен. Paunoviči) је насељено место у општини Чрномељ у Републици Словенији. Налази се на самом југу Словеније, у близини реке Купе која уједно представља и границу између Словеније и Хрватске.
По последњем попису из 2011. године село Пауновичи имало је 34 становника.
Село је значајно као једно од 5 села Беле Крајине и целе Словеније, насељених Србима током неколико протеклих векова.